# Melisa Berberoğlu
Melisa Berberoğlu (* 22. März 1996 in Istanbul) ist eine türkische Schauspielerin.

## Leben und Karriere
Melisa Berberoğlu wuchs in Istanbul auf. Sie studierte an der Bilkent-Universität. Ihr Debüt gab sie 2019 in dem Kurzfilm Otis Tarda. Anschließend spielte sie 2020 in der Fernsehserie Kırmızı Oda mit.
Außerdem wurde sie 2020 für den Film Der anatolische Leopard gecastet. Im selben Jahr bekam Berberoğlu in der Serie Acans eine Hauptrolle. Unter anderem trar sie in Yesilçam: Bir Sinema Hayvani auf. Von 2022 bis 2023 setzte sie ihre Karriere in Üç Kız Kardeş fort.

## Filmografie
Filme
- 2019: Otis Tarda
- 2021: Der anatolische Leopard

Serien
- 2020: Kırmızı Oda
- 2021: Acans
- 2021: Yesilçam: Bir Sinema Hayvani
- 2022–2023: Üç Kız Kardeş